# Japan Football League 2013
Die Japan Football League 2013 war die fünfzehnte Spielzeit der japanischen Japan Football League. An ihr nahmen achtzehn Vereine teil. Die Saison begann am 10. März und endete am 24. November 2013. Die Saison stand ganz im Zeichen der im folgenden Jahr gegründeten Profiliga J3 League.
Die Meisterschaft wurde von AC Nagano Parceiro gewonnen; dem Verein wurde aber wie schon im letzten Jahr aufgrund seines für den Profifußball nicht geeigneten Stadions der Aufstieg verwehrt. Der Zweitplatzierte Kamatamare Sanuki konnte sich in Playoffs gegen Kataller Toyama, den Letzten der J.League Division 2 2013, durchsetzen und so in die J.League Division 2 2014 aufsteigen. Weiterhin wurden eine Reihe von Vereinen nach Ende der Saison in die J3 League aufgenommen, neben Nagano Parceiro waren dies SC Sagamihara, FC Machida Zelvia, Zweigen Kanazawa, Blaublitz Akita, FC Ryūkyū, YSCC Yokohama, Fujieda MYFC und Fukushima United FC.

## Modus
Die Vereine trugen ein einfaches Doppelrundenturnier aus. Für einen Sieg gab es drei Punkte; bei einem Unentschieden erhielt jede Mannschaft einen Zähler. Die Tabelle wurde also nach den folgenden Kriterien erstellt:
1. Anzahl der erzielten Punkte
2. Tordifferenz
3. Erzielte Tore
4. Ergebnisse der Spiele untereinander
5. Entscheidungsspiel oder Münzwurf

Für den Aufstieg in die J. League Division 2 2014 kamen nur Vereine in Frage, welche die Außerordentliche Mitgliedschaft der J. League besaßen und einer finalen Überprüfung durch die J. League standhielten. Erstmals war hierbei genau festgelegt, dass der Meister direkt aufstieg und der Vizemeister in Relegationsspielen gegen eine Mannschaft der J. League Division 2 2013 antreten musste. Sollten einer oder beide dieser Plätze durch nicht aufstiegsberechtigte Mannschaften belegt worden sein, gab es keine Nachrücker. Ebenso wenig konnte der Zweitplatzierte das direkte Aufstiegsrecht des Meisters „erben“.

## Teilnehmer
Insgesamt nahmen achtzehn Mannschaften an der Saison teil. Nicht mehr dabei waren der Aufsteiger in die J. League Division 2 2013, V-Varen Nagasaki, sowie Sagawa Shiga FC, die kurz vor Ende der Spielzeit 2012 aus finanziellen Gründen ihren Rückzug zum Ende der Saison bekanntgegeben hatten. Ersetzt wurden die beiden Mannschaften durch FC Machida Zelvia, die als erste Mannschaft der J. League Division 2-Geschichte aus der Spielklasse abgestiegen waren und so nach nur einem Jahr wieder in die Japan Football League zurückkehrten, sowie den beiden Bestplatzierten der Regionalligen-Finalrunde 2012, SC Sagamihara und Fukushima United FC. Dem Drittplatzierten Norbritz Hokkaidō blieb der Aufstieg in die JFL nach einer knappen Niederlage in der Relegation gegen Tochigi Uva FC verwehrt.
Vor Beginn dieser Saison erhielten Zweigen Kanazawa und Blaublitz Akita den Status eines außerordentlichen J.-League-Mitglieds. Die Anzahl der außerordentlichen Mitglieder in der Liga stieg damit zu Beginn der Saison auf insgesamt sechs Mannschaften, was nicht zuletzt daran lag, dass mit Machida Zelvia und SC Sagamihara zum ersten Mal Vereine mit diesem Status aus anderen Ligen in die JFL kamen. Während der Saison bewarben sich zusätzlich YSCC Yokohama, Fukushima United FC, FC Ryūkyū und Fujieda MYFC erfolgreich um den zunächst noch „Außerordentliches Mitglied“ genannten Status eines J. League-Hundertjahrplan-Vereins, der zum Zwecke der Aufnahme in die J3 League geschaffen wurde und über weniger strenge Kriterien verfügte.
Hoyo AC Elan Ōita änderte vor Saisonbeginn seinen Namen zu Hoyo Ōita.
| Verein                | Stadt/Region         | Bemerkungen                                        |
| --------------------- | -------------------- | -------------------------------------------------- |
| Blaublitz Akita       | Nikaho, Akita        |                                                    |
| Fujieda MYFC          | Fujieda, Shizuoka    |                                                    |
| Fukushima United FC   | Fukushima, Fukushima | Zweitplatzierter der Regionalligen-Finalrunde 2012 |
| Honda FC              | Hamamatsu, Shizuoka  |                                                    |
| Honda Lock SC         | Miyazaki, Miyazaki   |                                                    |
| Hoyo Ōita             | Yufu, Ōita           |                                                    |
| Kamatamare Sanuki     | Takamatsu, Kagawa    |                                                    |
| FC Machida Zelvia     | Machida, Tokio       | Absteiger aus der J. League Division 2 2012        |
| Mio Biwako Shiga      | Kusatsu, Shiga       |                                                    |
| AC Nagano Parceiro    | Nagano, Nagano       |                                                    |
| FC Ryūkyū             | Okinawa, Okinawa     |                                                    |
| SC Sagamihara         | Sagamihara, Kanagawa | Gewinner der Regionalligen-Finalrunde 2012         |
| Sagawa Printing SC    | Mukō, Kyōto          |                                                    |
| Sony Sendai FC        | Tagajō, Miyagi       |                                                    |
| Tochigi Uva FC        | Tochigi, Tochigi     |                                                    |
| Yokogawa Musashino FC | Musashino, Tokio     |                                                    |
| YSCC Yokohama         | Yokohama, Kanagawa   |                                                    |
| Zweigen Kanazawa      | Kanazawa, Ishikawa   |                                                    |

## Statistik

### Tabelle
| Pl.                    | Verein                | Sp. | S  | U  | N  | Tore    | Diff. | Punkte |
| ---------------------- | --------------------- | --- | -- | -- | -- | ------- | ----- | ------ |
| 1.                     | AC Nagano Parceiro    | 34  | 21 | 9  | 4  | 061:250 | +36   | 72     |
| 2.                     | Kamatamare Sanuki     | 34  | 21 | 5  | 8  | 049:270 | +22   | 68     |
| 3.                     | SC Sagamihara         | 34  | 18 | 7  | 9  | 058:420 | +16   | 61     |
| 4.                     | FC Machida Zelvia     | 34  | 18 | 7  | 9  | 051:440 | +7    | 61     |
| 5.                     | Honda FC              | 34  | 14 | 11 | 9  | 054:380 | +16   | 53     |
| 6.                     | Sagawa Printing SC    | 34  | 14 | 11 | 9  | 036:250 | +11   | 53     |
| 7.                     | Zweigen Kanazawa      | 34  | 14 | 8  | 12 | 060:480 | +12   | 50     |
| 8.                     | Blaublitz Akita       | 34  | 14 | 8  | 12 | 048:450 | +3    | 50     |
| 9.                     | Sony Sendai FC        | 34  | 12 | 14 | 8  | 033:340 | −1    | 50     |
| 10.                    | Yokogawa Musashino FC | 34  | 13 | 10 | 11 | 036:600 | −24   | 49     |
| 11.                    | FC Ryūkyū             | 34  | 12 | 10 | 12 | 047:510 | −4    | 46     |
| 12.                    | YSCC Yokohama         | 34  | 11 | 6  | 17 | 045:560 | −11   | 39     |
| 13.                    | Fujieda MYFC          | 34  | 9  | 9  | 16 | 040:580 | −18   | 36     |
| 14.                    | Fukushima United FC   | 34  | 8  | 10 | 16 | 035:420 | −7    | 34     |
| 15.                    | Hoyo Ōita             | 34  | 9  | 5  | 20 | 032:450 | −13   | 32     |
| 16.                    | MIO Biwako Kusatsu    | 34  | 8  | 6  | 20 | 040:560 | −16   | 30     |
| 17.                    | Tochigi Uva FC        | 34  | 9  | 3  | 22 | 034:660 | −32   | 30     |
| 18.                    | Honda Lock SC         | 34  | 6  | 11 | 17 | 026:470 | −21   | 29     |
| Stand: Ende der Saison |                       |     |    |    |    |         |       |        |

In die J. League Division 2 aufstiegsberechtigte Vereine: Kamatamare Sanuki, FC Machida Zelvia, Zweigen Kanazawa
| (A) | Absteiger aus der J. League Division 2 2012: FC Machida Zelvia           |
| (N) | Aufsteiger aus der Regionalliga 2012: SC Sagamihara, Fukushima United FC |

### Relegation
In der erstmals ausgetragenen Relegation um einen Platz in der J. League Division 2 für die kommende Saison traf der Tabellenzweite Kamatamare Sanuki auf Gainare Tottori, Letzter der J. League Division 2 2013.
Das Hinspiel in Marugame stand ganz im Zeichen von Kamatamare Sanuki. Jedoch führte eine Unachtsamkeit wenige Minuten nach Yutaka Takahashis Führungstreffer kurz nach der Pause zum Ausgleich durch Eijirō Mori, das 1:1 hatte bis zum Ende der Partie Bestand. Im Rückspiel ging zunächst Kamatamare Mitte der ersten Halbzeit erneut durch Takahashi in Führung. Nach der Pause erhöhte Gainare den Druck, konnte jedoch selbst gegen nur noch zehn Mann – Kōhei Fujita hatte nach keine zehn Minuten nach der Pause die Gelb-Rote Karte gesehen – keinen Treffer mehr erzielen und stieg in die neugegründete J3 League ab.
| Paarung        | Kamatamare Sanuki – Gainare Tottori               |
| Ergebnis       | 1:1 (0:0)                                         |
| Datum          | 1. Dezember 2013                                  |
| Stadion        | Kagawa Marugame Stadium, Marugame                 |
| Zuschauer      | 5.793                                             |
| Schiedsrichter | Yosuke Kubota                                     |
| Tore           | 1:0 Yutaka Takahashi (47.), 1:1 Eijirō Mori (50.) |

| Paarung        | Gainare Tottori – Kamatamare Sanuki |
| Ergebnis       | 0:1 (0:1)                           |
| Datum          | 8. Dezember 2013                    |
| Stadion        | Tottori Bank Bird Stadium, Tottori  |
| Zuschauer      | 6.313                               |
| Schiedsrichter | Koichiru Fukushima                  |
| Tore           | 0:1 Yutaka Takahashi (20.)          |
| Platzverweise  | Kōhei Fujita (54.) – keine          |